# Simon IV. (Saarbrücken)
Simon IV. von Saarbrücken-Commercy (* um 1244; † zwischen 1307 und 1309) war Graf von Saarbrücken und als Simon III. Herr von Commercy.

## Leben
Simon IV. war der Sohn Simons II. von Broyes, Herrn von Commercy, und Gräfin Mathilde von Saarbrücken. Bereits ab 1266 war er an der Verwaltung der Grafschaft beteiligt. Nach dem Tod seiner Mutter 1274 wurde er Graf von Saarbrücken und musste seine Herrschaft gegen zwei Seiten absichern: Zum einen beanspruchten seine Halbbrüder aus der zweiten Ehe seiner Mutter, Johann und Walter von Montfaucon, die Grafschaft Saarbrücken. Diese konnte er durch Renten abfinden. Zum Andern erbte er den Lehnskonflikt seiner Mutter mit dem Bischof von Metz: Dieser sah die Grafschaft Saarbrücken als zurückgefallenes Lehen an, da das älteste Saarbrücker Grafengeschlecht im Mannesstamme ausgestorben war. Daher verbündete sich Simon mit Friedrich III. von Lothringen, der mit dem Metzer Bischof bereits einen Erbfolgestreit um die Grafschaft Blieskastel führte. Als Entschädigung für Kriegsverluste erhielt Simon von Friedrich Burg und Herrschaft St. Wendel. 1277 konnte Simon den Konflikt mit dem Bischof von Metz beilegen, erhielt die Grafschaft Saarbrücken als Lehen verliehen und trat von dem Bündnis mit Friedrich von Lothringen zurück.

## Familie
Simon war in erster Ehe mit Margarethe von Broyes-Commercy († vor 1270) vermählt. Gemeinsamer Sohn und Erbe war Johann I. von Saarbrücken-Commercy.
Aus seiner zweiten Ehe mit Mathilde († 1285) stammten drei Töchter:
- Laurette ⚭ 1302 Anselm von Joinville
- Agnes ⚭ 1. Jakob von Vaudémont, 2. Eberhard I. von Zweibrücken-Bitsch
- Johanna ⚭ Nikolaus von Vianden.